# طغیان روح
طغیان روح (Chosŏn'gŭl: 살아있는 령혼들) یا "روح زندگی" فیلم سینمایی محصول کره شمالی سال ۲۰۰۰ به کارگردانی کیم چون سانگ است. این فیلم حماسی و درام بر اساس داستانی از کشتی ژاپنی اوکیشیمامارو است و حادثه‌ای را بیان می‌کند که در آن کشتی بر اثر یک انفجار مرموز که از دید کره‌ای‌ها کار عمدی خدمه ژاپنی کشتی بود صدها نفر از کره‌ای‌ها کشته شدند. این فیلم لقب به عنوان " تایتانیک کره‌ای" گرفته‌است.